# Bele Vode
Bele Vode település Szerbiában, a Raskai körzet Novi Pazar-i községben.

## Népesség
- 1948-ban 783 lakosa volt.
- 1953-ban 918 lakosa volt.
- 1961-ben 986 lakosa volt.
- 1971-ben 1 022 lakosa volt.
- 1981-ben 1 135 lakosa volt.
- 1991-ben 1 132 lakosa volt.
- 2002-ben 872 lakosa volt, melyből 843 bosnyák (96,67%), 24 szerb (2,75%), 1 horvát, 1 muzulmán és 3 ismeretlen nemzetiségű.